# Laurence Skog
Laurence Edgar Skog  é  um botânico norte-americano que nasceu em 9 de abril de 1943, em  Duluth,  estado de  Minnesota,

## Biografia
Era o filho mais velho das quatro crianças de uma família de agricultor. Fêz  seus estudos  na Universidade Minesota, onde obteve seu  bacharelato em botânica e química em  1965. Partiu para fazer uma viagem botânica ao  México. Entrou na Universidade Connecticut, Storrs,  onde obteve, em  1968, seu mestrado de ciências com uma dissertação sobre o gênero Coriaria da família das  Coriariaceae. No mesmo ano casou-se com a estudante  Judith E. Troop.
Skog começou  a estudar as Gesneriaceae na Universidade de Cornell e, para conduzir esta investigação, visitou numerosos jardins botânicos. Obteve seu doutorado  em 1972 e passou a trabalhar na Universidade George Mason em Fairfax, Virgínia.  No ano seguinte, obteve o posto de curador no departamento de Botânica  do Museu Nacional de História Natural da Instituição Smithsoniana.  Exerceu a  atividade de pesquisador e de professor neste departamento até a sua aposentadoria em  2003. Foi membro de diversas sociedades científicas, dentre elas a Sociedade Linneana de Londres.

## Ligação externa
- Laurence Edgar Skog (em inglês)